# Intéressement
En finance d'entreprise, l’intéressement est une forme particulière de rémunération du travail, facultative et supplémentaire, liée aux résultats ou aux performances de l'entreprise. Elle est utilisée pour motiver le personnel et l'intéresser à l’accroissement de la performance de l'entreprise. L'intéressement est conditionné à un objectif global à atteindre pour l'entreprise (chiffre d'affaires, bénéfice, etc.). Des objectifs différents peuvent être affectés à chaque entité homogène d'individus dans l'entreprise (unités de travail). Ces objectifs ne sont pas obligatoirement financiers ou comptables mais ils doivent impérativement être mesurables et indiscutables. La formule de calcul doit être totalement aléatoire (au sens "non prévisible"). Ce dispositif peut être mis en place si l'entreprise possède au moins 1 salarié. Il est soumis à deux plafonnements : un individuel (50 % du Pass) et un collectif (20 % de la masse salariale). Il ne doit pas venir en substitution à d'autres éléments de rémunération.

## En France
Le système est né d'une ordonnance de 1959, modifiée en 1986.
Comme pour la participation, l'intéressement fait l'objet d'un accord entre l'entreprise et les salariés ou leurs représentants. Cet accord fixe notamment la formule de calcul et les modalités de répartition, qui sont identiques à la participation (répartition en fonction du salaire, à la durée de présence, ou uniforme).
Soit le salarié choisit d'être payé immédiatement de la somme définie, soit il choisit de la placer pour 5 ans minimum. À défaut de choix formulé par le salarié, depuis la réforme de 2015 « loi Macron », le placement est imposé sur le placement le moins à risque du plan d'épargne salariale de l'entreprise concernée.
La loi de 2006 crée un intéressement de projet susceptible de profiter aux salariés de plusieurs entreprises mobilisées sur un chantier commun.
L'intéressement des salariés n'est utilisé que dans 10 % des petites et moyennes entreprises (PME), selon le Medef.
L'intéressement n'est pas soumis à cotisations sociales, mais au forfait social, dont l'augmentation du taux en 2012, de 8 % ou 20 % selon les cas, a fait craindre à l'Institut de la protection sociale un recours moins grand à cette forme de rémunération
L'intéressement est désormais considéré comme un revenu imposable à l'impôt sur le revenu dans la catégorie des traitements et salaires, pour les personnes handicapés.